# Villa Beuststraße 1

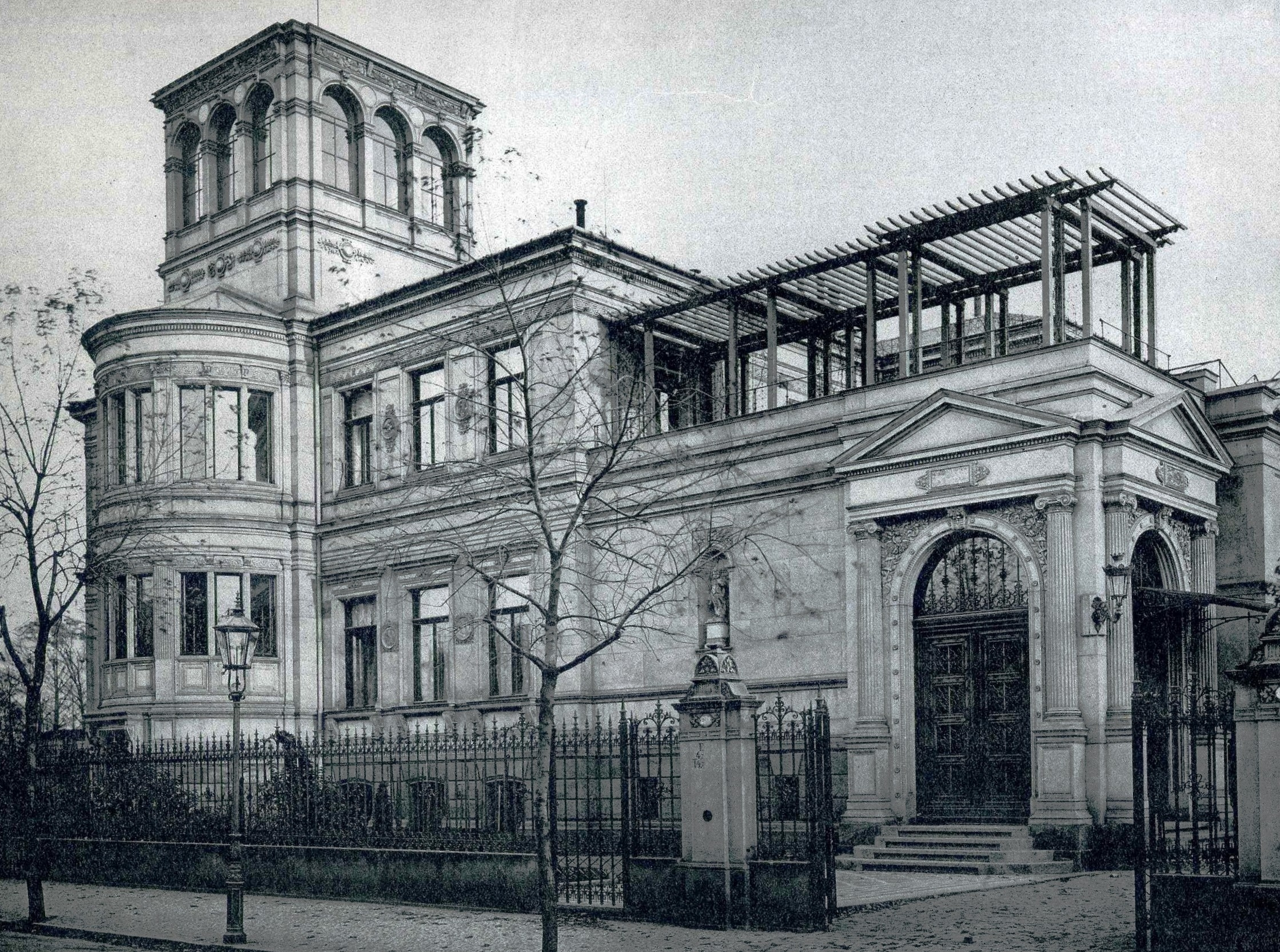
Villa Beuststraße 1

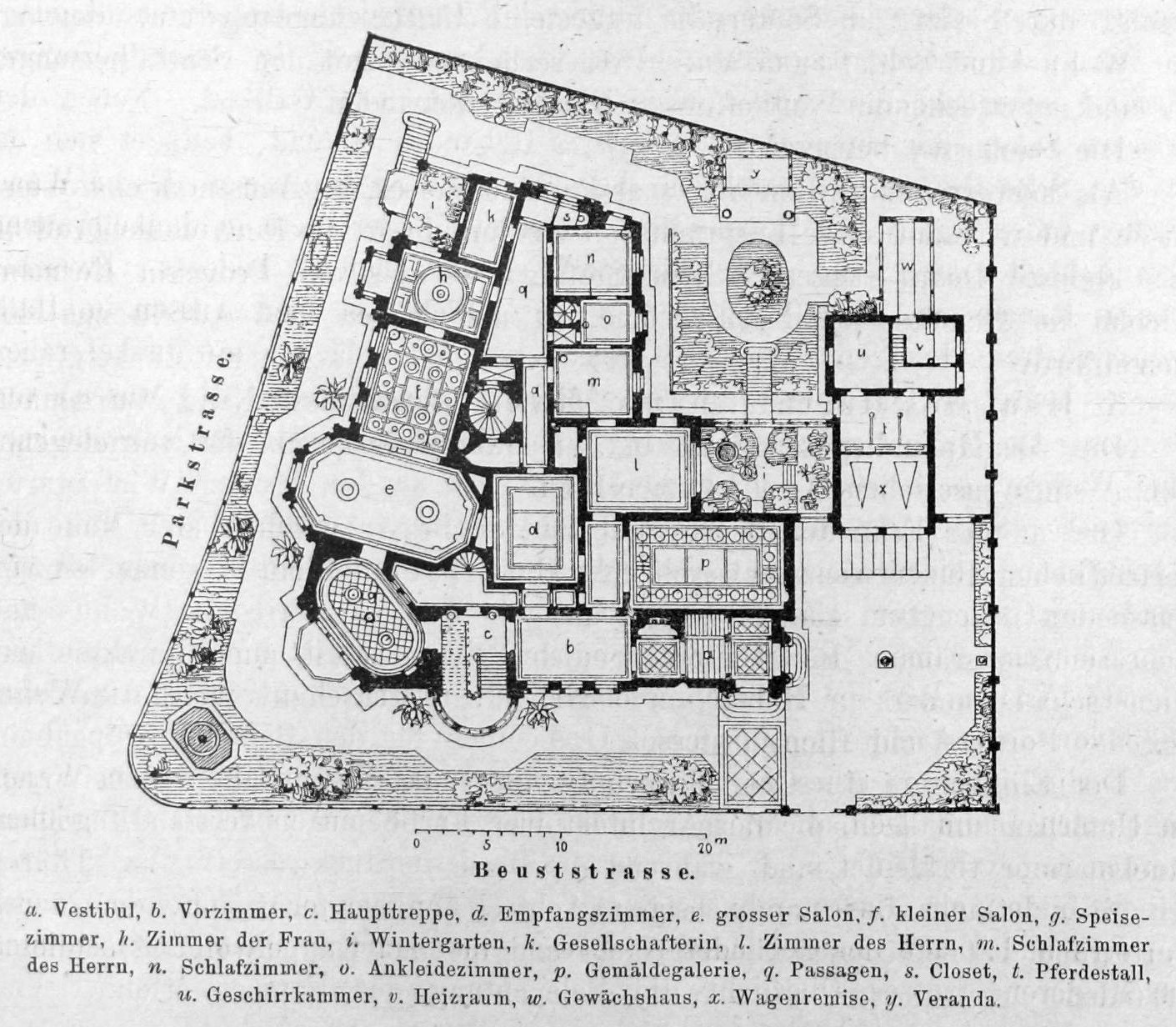
Grundriss der Villa

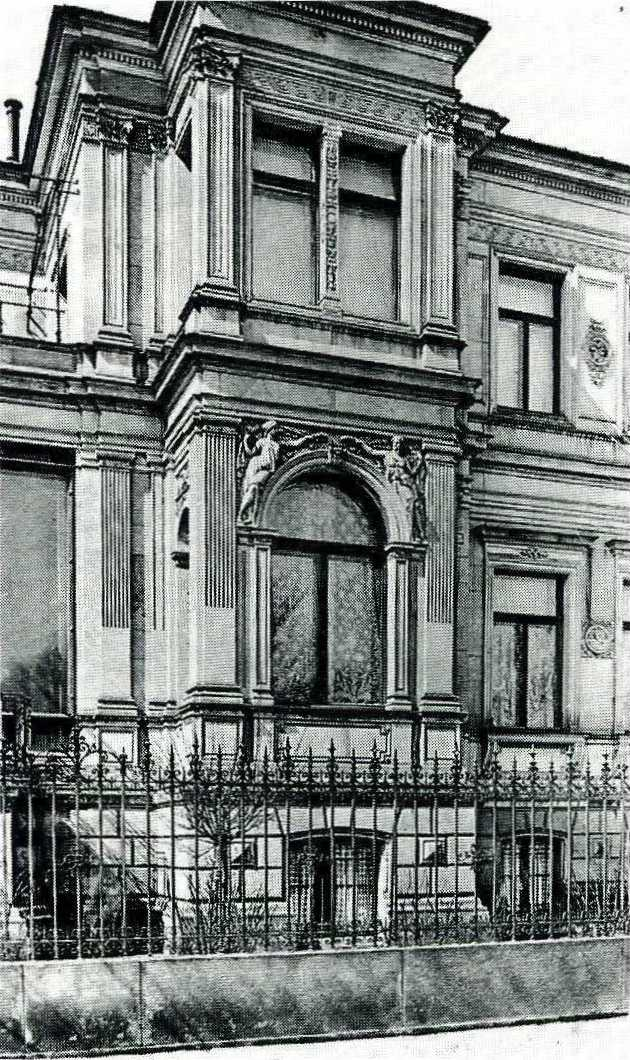
Teilansicht der Fassade an der Parkstraße

Die Villa Beuststraße 1, auch Villa Meyer genannt, war eine Stadtvilla in Dresden auf dem Eckgrundstück Beuststraße 1 / Parkstraße in der Seevorstadt. Das Haus entstand 1867–1869 und brannte 1945 bei den Luftangriffen auf Dresden aus, die Ruine wurde 1952 abgebrochen. Das heutige Grundstück (verlängerte) Mary-Wigman-Straße/Parkstraße ist seitdem eine Grünfläche.

## Beschreibung
Das Haus wurde nach Entwurf des Architekten Hermann Nicolai von 1867 bis 1869 für den wohlhabenden Großhandelskaufmann Johann Meyer im Stil der Neorenaissance erbaut. Der Grundriss und der komplizierte Massenaufbau des Gebäudes gehen jedoch auf Planungen des „russischen“ bzw. baltendeutschen Architekten Harald Julius Bosse zurück.
Das Gebäude befand sich auf einem Eckgrundstück gegenüber der Bürgerwiese. Es wurde als Zweiflügelbau mit zwei Schauseiten gestaltet, die architektonische Gestaltung lehnte sich an Vorbilder aus der italienischen Renaissance an. Das Gebäude war zweigeschossig und hatte verschiedene Frontlängen. Die verschiedenen Flügel des Gebäudes waren acht, drei und sechs Fensterachsen lang. Die Schaufassade mit dem Eingangsbereich war lediglich ein Geschoss hoch, wobei sich eine Pergola auf dem Bau befand. Links neben dem Eingang befand sich ein dreigeschossiger, quadratischer Turm mit Belvedere-Geschoss.